# Saturnalia (album)
Saturnalia is een muziekalbum uit 2008 van de Amerikaanse band The Gutter Twins.
Het album verscheen op het label Sub Pop en werd geproduceerd door The Gutter Twins, Mathias Schneeberger en Dave Rosser. 

## Tracklist
| nr. | titel                     | duur |
| --- | ------------------------- | ---- |
| 1   | The Stations              | 4:34 |
| 2   | God's Children            | 4:57 |
| 3   | All Misery/Flowers        | 4:23 |
| 4   | The Body                  | 3:03 |
| 5   | Idle Hands                | 4:38 |
| 6   | Circle The Fringers       | 5:24 |
| 7   | Who Will Lead Us?         | 3:49 |
| 8   | Seven Stories Underground | 3:22 |
| 9   | I Was In Love With You    | 4:25 |
| 10  | Bête Noire                | 3:51 |
| 11  | Each To Each              | 4:49 |
| 12  | Front St.                 | 5:23 |

## Lijst van medewerkers
Album design – Scott Ford 

Basgitaar – Scott Ford (nummers: 1, 2, 5, 9, 10) 

Drum – Greg Dulli (nummers: 3, 9 tot 11), Greg Wieczorek (nummers: 2, 6, 8) 

Elektrische Piano – Greg Dulli (nummers: 7, 9, 10, 12) 

Gitaar – Dave Rosser (nummers: 2, 5, 6, 9), Greg Dulli (nummers: 1, 2, 4 tot 6, 8, 9, 11, 12), Jeff Klein (nummers: 2, 9, 11), Mathias Schneeberger (nummers: 1, 3, 5 tot 7, 10, 11), Troy Van Leeuwen (nummers: 3, 4, 7) Mario Lalli (nummers: 6, 10) 

Mastering – Mark Chalecki 

Mellotron – Greg Dulli (nummers: 4 tot 6, 11, 12) 

Mixing – Mathias Schneeberger, Sir Damian Stainsley 

Fotografie – Sam Holden 

Fotografie (cover) – Frank Relle 

Piano – Greg Dulli (nummers: 2 tot 4, 9) 

Producer – Dave Rosser (nummer: 8), The Gutter Twins en Mathias Schneeberger (nummers: 1 tot 7, 9 tot 12) 

Opgenomen door – Alain Johannes, Ben Mumphrey, Dave Catching, Dave Rosser, Ken Rich, Mathias Schneeberger, Mike Napolitano en Norm Block 

Zang – Greg Dulli, Mark Lanegan (nummers: 1 tot 8, 10 tot 12) 

Teksten – Dulli (nummers: 1 tot 6, 8, 9, 11, 12), Lanegan (nummers: 1, 3, 5 tot 8, 10, 12) 